# 韓國航空大站
韓國航空大站（：／ Hangukhanggongdae yeok */?）是京義·中央線沿線的一座地面車站，位於韓國京畿道高陽市德陽區花田洞。

## 車站結構
站體為3面4線雙側式月台的地面車站，候車月台設有月台幕門。

### 月台配置
| ↑ 水色           |
| \| ２３ \| ４ \| |
| 江梅 ↓           |

| 月台 | 路線                   | 目的地                             |
| ---- | ---------------------- | ---------------------------------- |
| 1    | ●首都圈電鐵京義·中央線 | 首爾方向                           |
| 2    | ●首都圈電鐵京義·中央線 | 首爾發 大谷、文山方向              |
| 3    | ●首都圈電鐵京義·中央線 | 龍山、清涼里、德沼、楊平、龍門方向 |
| 4    | ●首都圈電鐵京義·中央線 | 龍門發 一山、文山方向              |

## 历史
- 1958年5月1日：花田站落成啟用。
- 1972年2月1日：车站向文山方向移动200m。
- 2009年7月1日：首都圈电铁京义线开始運行。
- 2023年11月21日：花田站更名为韩国航空大站。

## 车站周边
- 韓國航空大學（朝鲜语：한국항공대학교）
- 现代公寓

## 相鄰車站
韓國鐵道公社
●首都圈電鐵京義·中央線
緩行
江梅（K319）－韓國航空大（K318）－水色（K317）